# Ruina Alt-Lägern

|-
| colspan="2" align="center" bgcolor="lightsteelblue" | Ruina Alt-Lägern
|-  bgcolor="#FFFFFF" align="center"
|-
| colspan="2" | 
Ruina Alt-Lägern este situată în regiunea Lägern în apropiere de comuna Boppelsen din cantonul Zürich, Elveția.

## Istoric
După cecetările arheologice, cetatea a fost întemeiată de baronul Lütold V. între anii 1244 - 1246, pentru a servi ca reședință cavalerilor de Lägern. In anul 1300 cetatea este distrusă într-un conflict militar de trupele lui „Rudolf von Habsburg”. Intre anii 1902-1904 s-au început unele lucrări de restaurare a ruinei care au fost continuate în 1982.